# Обещание (сериал, 2019)
Вижте пояснителната страница за други значения на Обещание.
„Обещание“ (на турски: Yemin, букв. превод: Клетва) e турски драматичен сериал, излязъл през 2019 г. Започва да се излъчва на 18 февруари по сценарий на Назмие Йълмаз.

## Излъчване
| Сезон | Епизоди | Начало на сезона  | Край на сезона  | Всички епизоди | Година      | Тв Канал | Дата и час                                                             |
| ----- | ------- | ----------------- | --------------- | -------------- | ----------- | -------- | ---------------------------------------------------------------------- |
| 1     | 70      | 18 февруари 2019  | 31 май 2019     | 1 – 70         | 2019        | Kanal 7  | всеки делничен ден (19:00)                                             |
| 2     | 175     | 9 септември 2019  | 8 май 2020      | 71 – 245       | 2019 – 2020 | Kanal 7  | всеки делничен ден (19:00)                                             |
| 3     | 105     | 7 септември 2020  | 27 юни 2021     | 246 – 350      | 2020 – 2021 | Kanal 7  | всеки делничен ден/всеки уикенд (21:45/19:00)                          |
| 4     | 153     | 17 септември 2021 | 9 октомври 2022 | 351 – 503      | 2021 – 2022 | Kanal 7  | всеки петък/всеки уикенд/всеки делник/всеки уикенд (21:15/19:00/19:00) |

## Излъчване в България
| Сезон | Епизоди | Начало на сезона  | Край на сезона      | Всички епизоди | Година         | ТВ канал | Дата и час                              |
| ----- | ------- | ----------------- | ------------------- | -------------- | -------------- | -------- | --------------------------------------- |
| 1     | 65      | 29 януари 2020 г. | 5 май 2020 г.       | 1 – 65         | 2020 г.        | bTV      | всеки делничен ден (13:30)              |
| 2     | 131     | 7 май 2020 г.     | 10 ноември 2020 г.  | 66 – 196       | 2020 г.        | bTV      | всеки делничен ден (13:30)              |
| 3     | 131     | 25 март 2021 г.   | 5 октомври 2021 г.  | 197 – 327      | 2021 г.        | bTV      | всеки делничен ден (13:30/50; 14:00/30) |
| 4     | 248     | 31 януари 2022 г. | 15 февруари 2023 г. | 328 – 575      | 2022 – 2023 г. | bTV      | всеки делничен ден (16:00/15:30)        |

## Актьорски състав
- Гьокберк Демирджи – Емир Тархун
- Сетенай Сюер – Гюлпери Тархун
- Йозге Яъз – Рейхан Тархун
- Джансу Туман – Фериде Тархун
- Джан Верел – Кемал Тархун
- Ямур Шахбазова – Нарин Тархун
- Беркант Мюфтюлер – Хикмет Тархун
- Хатидже Йозтюрк – Мелтем Явуз
- Гюл Арджан – Джавидан Тархун
- Джансън Мина Гюр – Масал Тархун
- Миран Ефе Ачкилов/Ахмет Йомер Акънер – Ийт Тархун
- Дерия Куртулуш Октар – Шехрийе
- Гьозде Гюндюзлю – Оя Тархун
- Есра Демир Чобан – Мелике
- Мелехат Абасова – Мюневер
- Бюшра Огур – Тюляй
- Коркут Чозер – Ерджан
- Ийт Арслан – Мерт
- Невзат Йълмаз – Касъм
- Джан Чаалар – Таджъ
- Баръш Гюрсес – Сефер
- Джейда Олгунер – Джемре
- Мустафа Шимшек – Талаз
- Хюля Айдън – Сонгюл
- Елиф Йозкул Елсайт – Кумру
- Гюркан Тавукчуолу – Юмит
- Али Дерели – Зафер
- Балъм Гайе Парлак – Зейнеп
- Мунисе Йозлем Йозтюрк – Лейля
- Съла Тюркоолу – Суна Тархун
- Тууче Ерсой – Сюхейля
- Туугюл Кючюкоолу – Йонджа
- Ямур Акдаа – Нигяр
- Хилял Анай – Гюлсюм
- Бора Атабей – Ерхан
- Бенгю Гюрсес – Пелин
- Алай Джихан – Хъзър

## В България
В България сериалът започва на 29 януари 2020 г. по bTV. Първият сезон завършва на 5 май. На 7 май започва втори сезон и завършва на 10 ноември. На 25 март 2021 г. започва трети сезон и завършва на 5 октомври. На 31 януари 2022 г. започва четвърти сезон и завършва на 15 февруари 2023 г. Дублажът е на студио Медиа Линк. Ролите се озвучават от Ася Братанова, Мими Йорданова, Ани Василева, Станислав Димитров и Александър Воронов.
На 1 февруари 2021 г. започва повторно излъчване на първи и втори сезон по bTV Lady и завършва на 11 ноември.